# Blythe Bohnen
Blythe Bohnen (* 26. Juli 1940 in Evanston in Illinois; † 15. Oktober 2022 in Massachusetts) war eine US-amerikanische Malerin und Fotografin.

## Leben
Blythe Bohnen studierte am Smith College, an der Boston University und am Hunter College in New York und machte 1972 den Master of Fine Arts. Sie war Gründungsmitglied der A.I.R. Galerie. Am Anfang ihrer Karriere malte sie. Ihre sehr gestische Malerei wurde von der Fotografie abgelöst, als sie 1974 anfing, ihre Bewegungen abzulichten und Serien von Selbstporträts herzustellen. Sie stellte Gelatine-Silver-Prints her und arbeitete mit Belichtungszeiten zwischen 3 und 4 Sekunden.

## Ausstellungen (Auswahl)
- 1970: Whitney Museum für amerikanische Kunst
- 1977: Documenta 6 in Kassel
- 2011: The Fleeting Glimpse: Sammlung moderner zeitgenössischer Fotografie im Virginia Museum, Richmond
- 2013: „Feminist Art Then And Now“ Katherine E. Nash Gallery Minneapolis